# Anisonyx senilis
Anisonyx senilis är en skalbaggsart som beskrevs av Hermann Burmeister 1844. Anisonyx senilis ingår i släktet Anisonyx och familjen Melolonthidae. Inga underarter finns listade i Catalogue of Life.